# بریتانی فارمز-دهایلندز (پنسیلوانیا)
بریتانی فارمز-دهایلندز (به انگلیسی: Brittany Farms-The Highlands) یک منطقهٔ مسکونی در ایالات متحده آمریکا است که در پنسیلوانیا واقع شده‌است. بریتانی فارمز-دهایلندز ۳٬۶۹۵ نفر جمعیت دارد.